# Kosode
Kosode (小袖 (Tiểu Tụ) ( Tay áo nhỏ)) là một loại trang phục ngắn tay của Nhật Bản và là tiền thân của kimono. Mặc dù các bộ phận của nó thường song song với các bộ phận của kimono, song lại mang tỷ lệ khác nhau. Kosode thường có phần thân rộng hơn, cổ áo dài hơn và tay áo hẹp hơn. Các tay áo của kosode thường được may liền vào thân và có các cạnh tròn bên ngoài.

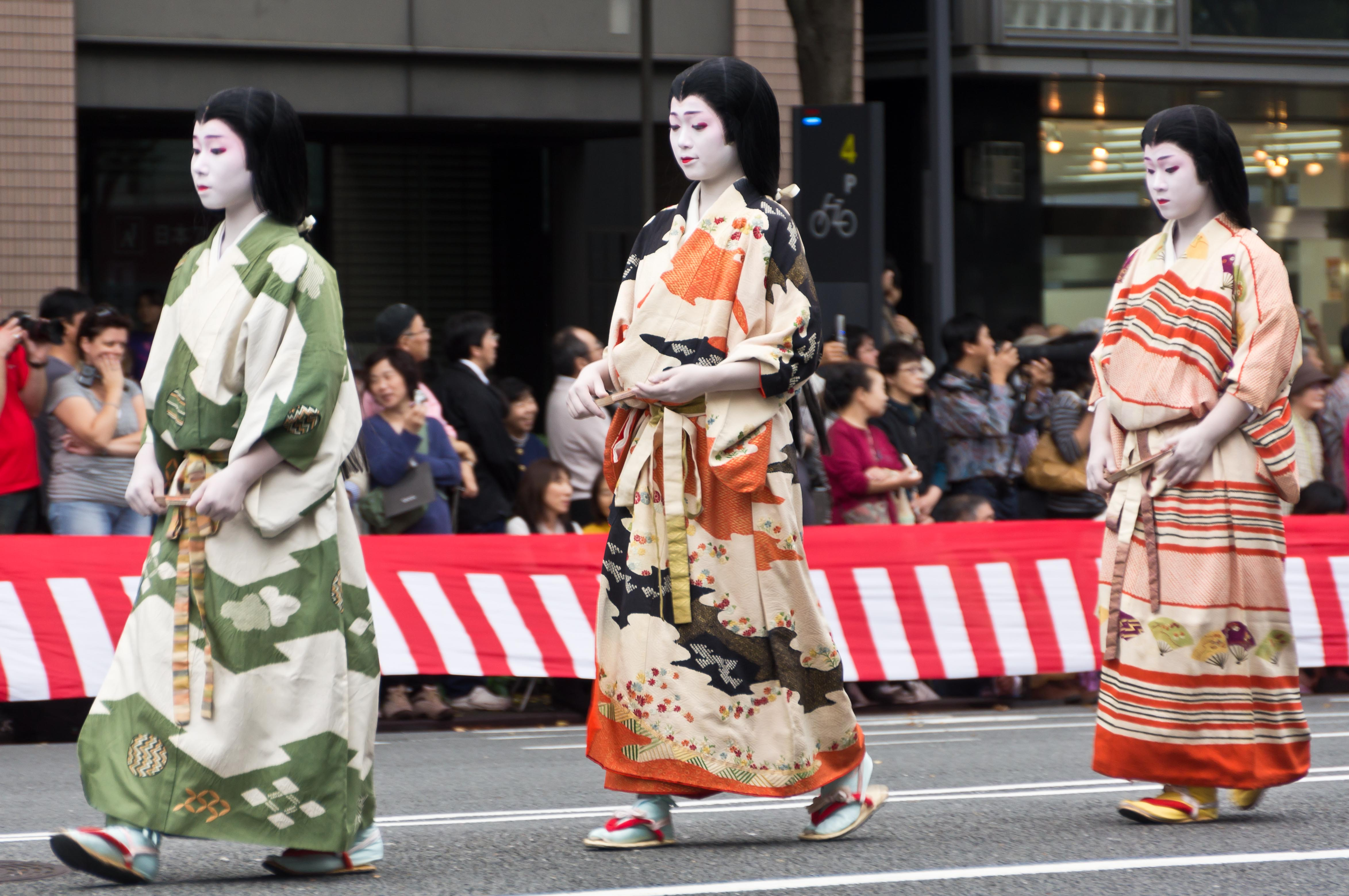
Các người mẫu mặc kosode tại Jidai-Matsuri năm 2011

Kosode được mặc phổ biến ở Nhật Bản như một loại trang phục hàng ngày từ khoảng thời kỳ Kamakura (1185-1333) cho đến những năm cuối của thời kỳ Edo (1603-1867). Vào thời Edo, trang phục này được sửa đổi theo tỷ lệ giống với Kimono trong thời hiện đại. Cũng từ đó, thuật ngữ 'kimono' (nghĩa là "đồ để mặc"), lần đầu tiên được sử dụng thay cho tên cũ của nó là kosode.

## Lịch sử
Kosode xuất hiện từ thời Heian như một loại áo lót cho cả nam và nữ, thường được làm bằng lụa và được mặc sát vào cơ thể. Vào thời đó, cả nam và nữ đều phải mặc bộ trang phục nhiều lớp, chúng đè lên lớp áo kosode. Phụ nữ trong cung đình Nhật Bản thường mặc bộ trang phục jūnihitoe (tức "mười hai lớp áo"), số các lớp áo của họ nhiều hơn nam giới. Ngoài ra, kosode cũng được sử dụng như một loại đồ ngủ cùng với hakama .
Về sau, theo các sắc lệnh về trang phục nhằm giảm số lượng lớp mặc trong quần áo mặc trong triều đình, kosode dần trở thành áo mặc bên ngoài từ thời Kamakura trở đi. Cũng trong thời đại này, các kiểu mặc kosode như mặc hai lớp kosode xếp lên nhau và mặc áo choàng trễ vai bên ngoài đã trở nên phổ biến, cùng với một số kỹ thuật dệt mới như nhuộm và thêu đã phát triển và được sử dụng để trang trí.
Kosode nhuộm màu đã xuất hiện trong thời đại Muromachi, chúng trở nên phổ biến hơn vào thời đại Momoyama và dần biến mất trong thời kỳ Keicho và thời đại Edo . Các phương pháp được sử dụng để trang trí bao gồm phương pháp nhuộm tsujiga-bana được sử dụng trong Muromachi; phương pháp này là sự kết hợp của harihaku ("ép lá") và thêu, được gọi là nuihaku trong thời Momoyama, và kara-ori ("dệt may theo kiểu Trung Hoa "). Một phương pháp nhuộm khác là tsujiga-bana-zome cũng từng được sử dụng cho đến khi bị hạn chế bởi các sắc lệnh về việc hạn chế tiêu dùng phung phí và sự phát triển của đồ nhuộm yuzen  .
Cấu tạo truyền thống của kosode gồm thân rộng và tay áo tương đối ngắn và hẹp – đã dần dần biến mất theo thời gian trước khi giống với kimono hiện đại vào khoảng thời kỳ Edo. Tay áo trên một số kosode của phụ nữ cũng dài hơn và bắt đầu tách ra khỏi thân áo, chiếc obi theo đó cũng được thiết kế trở nên rộng hơn theo thời gian.

## Cấu tạo
Các bộ phận của kosode gần giống như của kimono; sự khác biệt duy nhất giữa chúng là tỷ lệ của từng bộ phận nếu so với kimono hiện đại. Chiều rộng của khung dệt của Kosode lớn hơn và do đó, tanmono (vải) được sử dụng để may kosode lớn hơn rất nhiều so với kimono; tay áo và eri (cổ áo) cũng được cắt và may viền theo từng chiều rộng khác nhau.
Vào thời kỳ Keichō (1596-1615), ngay trước Thời kỳ Edo, chiều rộng của vải tanmono là khoảng 45 cm, riêng phần tay áo được cắt may bằng một nửa chiều rộng của tanmono . Người mặc thường mặc với một chiếc obi hẹp. Do đó, sode-guchi (khoảng mở cổ tay áo) và erikatāki (chiều rộng của khoảng mở) cũng hẹp, còn eritake (chiều dài cổ áo) dài, và tate-zuma thì ngắn.
- Sode (袖, Tay áo) là phần tay áo của kosode, chúng thường ngắn và bề rộng hẹp , là phần sát với cơ thể nhất, thường có viền tròn may bên ngoài.
- Migoro (身頃, Thân áo) là phần thân của kosode. Phần này thường rộng hơn, khi mặc vào thường tạo cảm giác phần vai bị cụp xuống.
- Eri (襟, Cổ áo)là phần cổ áo của kosode, có bề rộng lớn hơn nếu so với kimono hiện đại, nó cũng thấp hơn và do đó cân xứng với lớp áo okumi.
- Okumi (袵 Okumi?) các lớp áo phía trước chồng lên nhau. Do cổ áo dài và thấp, nên Okumi thường có dạng hình tam giác, khác với với okumi có hình tứ giác không đều của kimono hiện đại; điều này đã tạo cho kosode một vẻ ngoài dốc, eo thấp.

## Thư viện hình ảnh

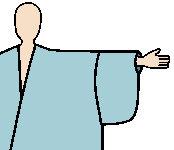
Kosode với tay áo ngắn và vai rộng đã từng phổ biến trong Thời kỳ Muromachi cho đến đầu thời kỳ Edo
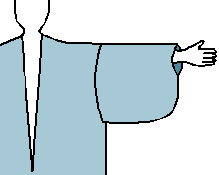
Một chiếc Kosode tay rộng .
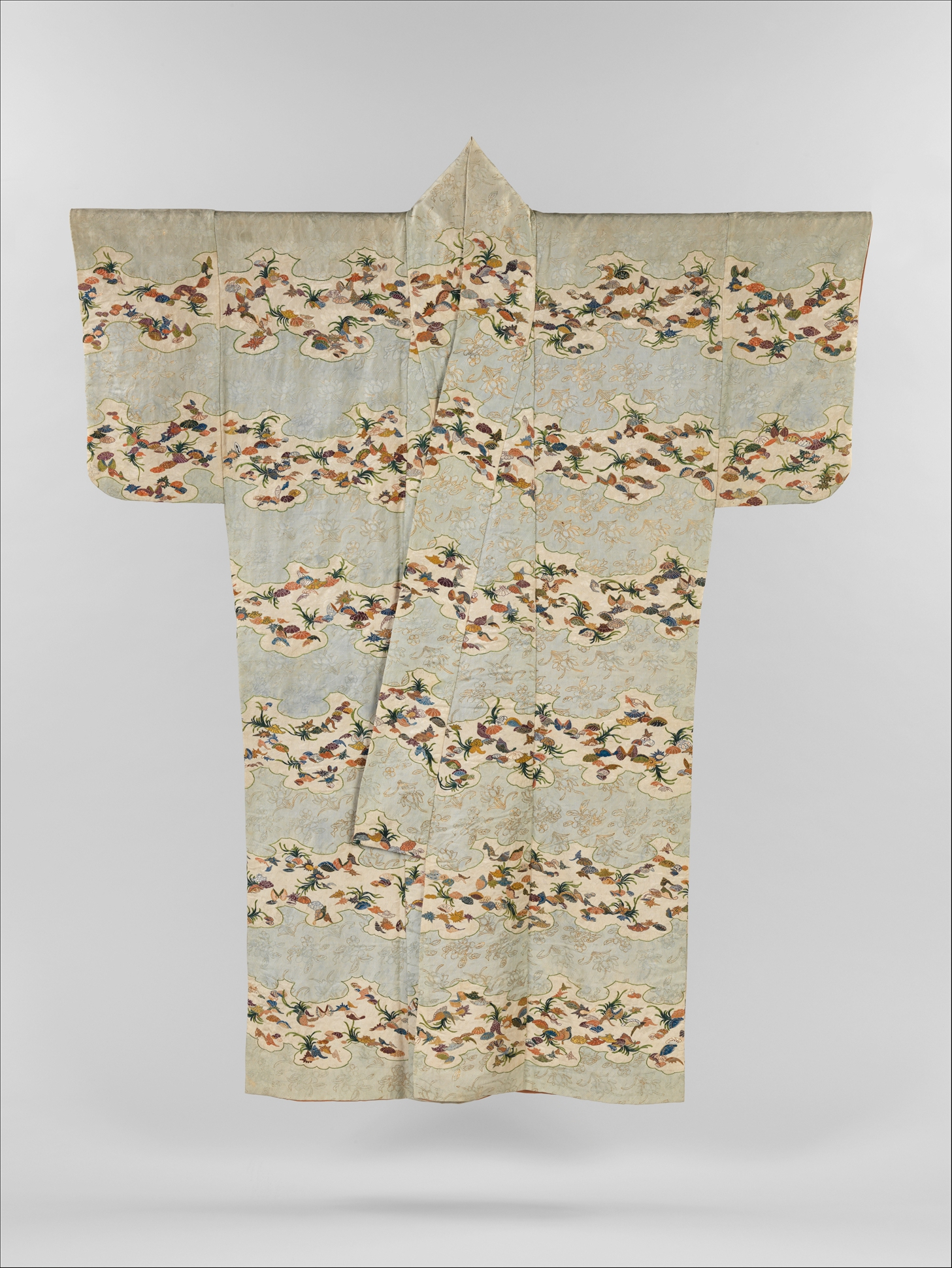
Một chiếc Kosode với cổ áo và tay rộng.
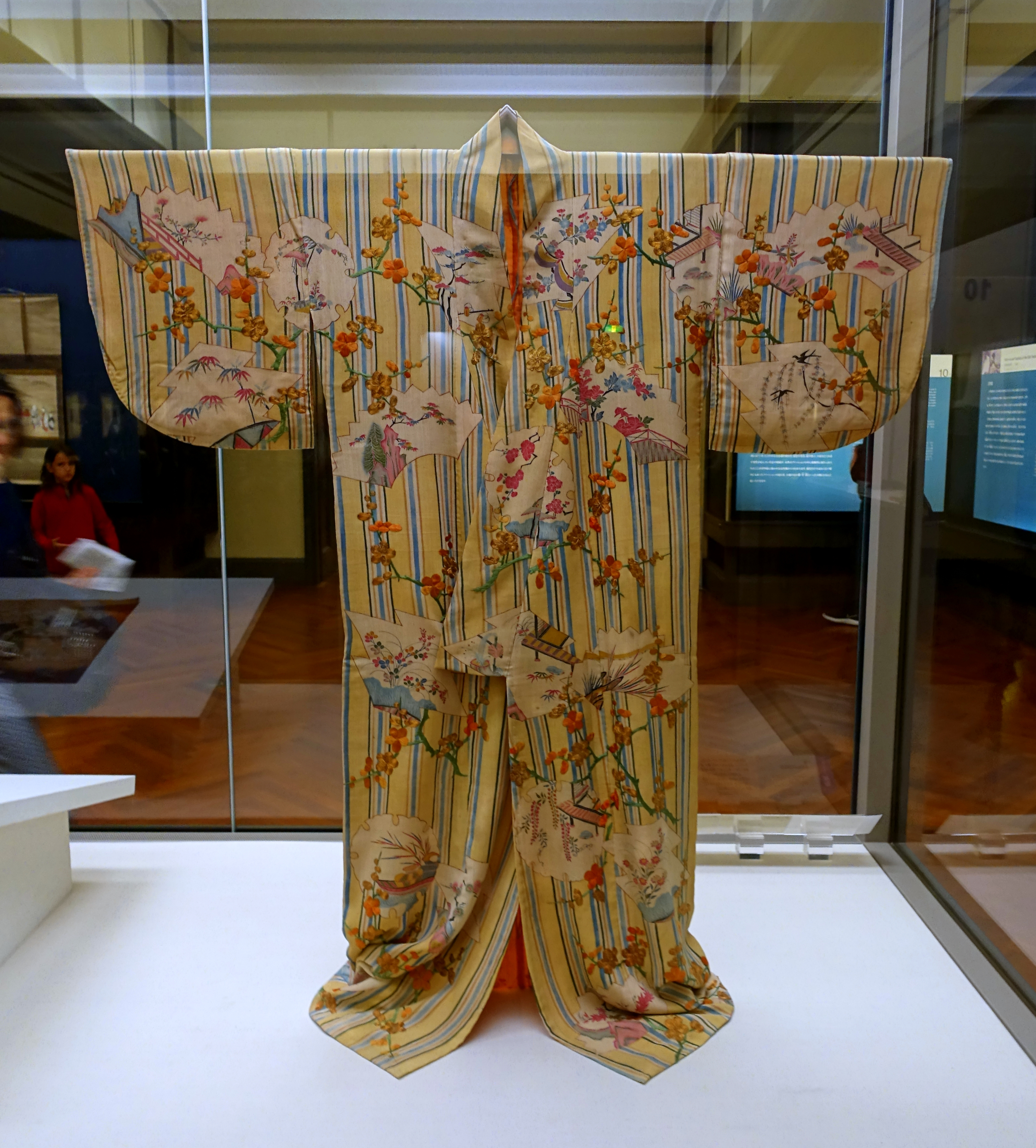
Kosode với phương pháp nhuộm yūzen với họa tiết quạt và bông tuyết của những năm 1700, tại Bảo tàng Nghệ thuật Ishikawa
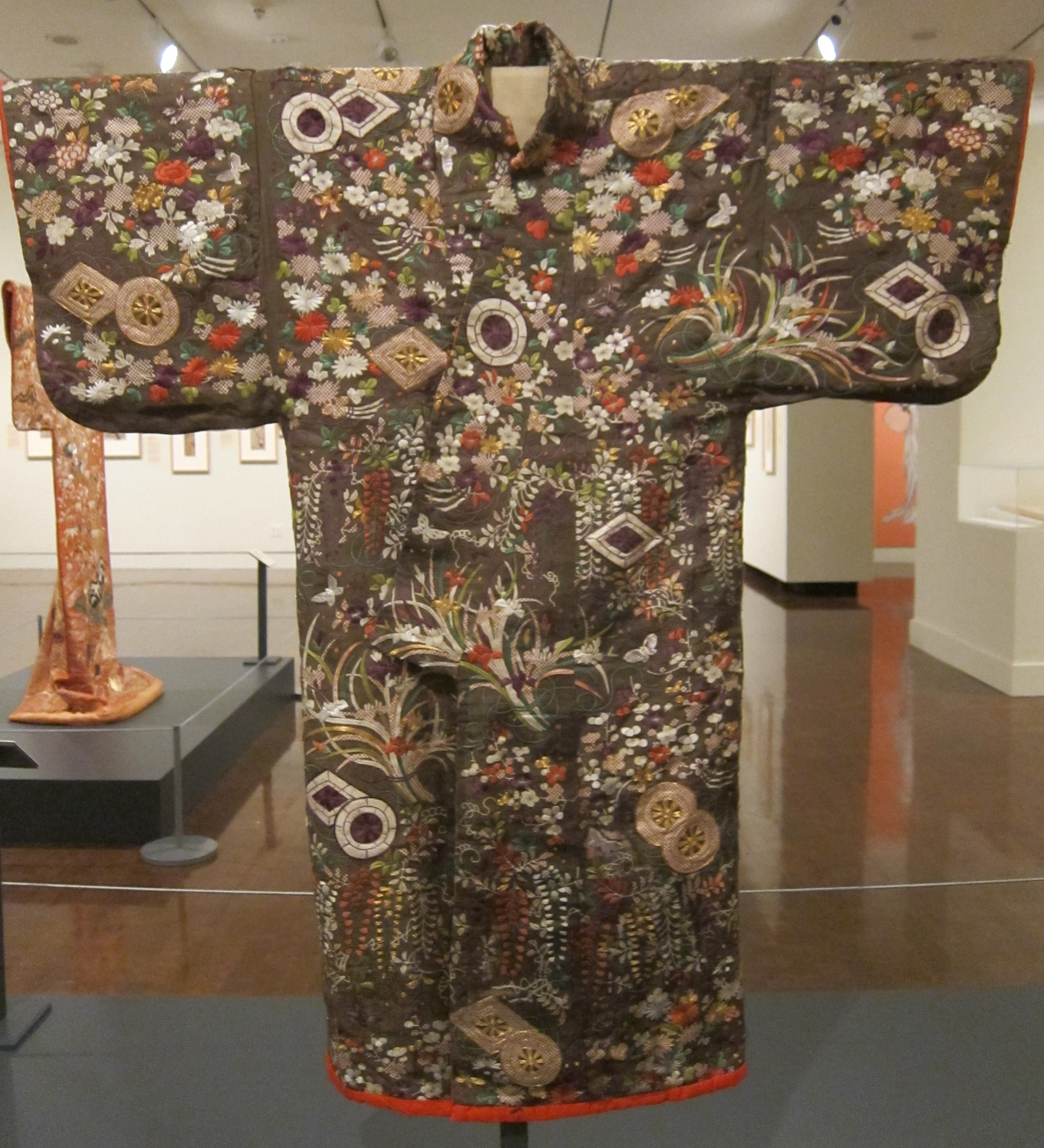
Kosode dành cho phụ nữ vào những năm 1800, tại Bảo tàng nghệ thuật Honolulu
Kosode với họa tiết cây quýt, cuốt thế kỷ 18, Bảo tàng nghệ thuật Metropolitan
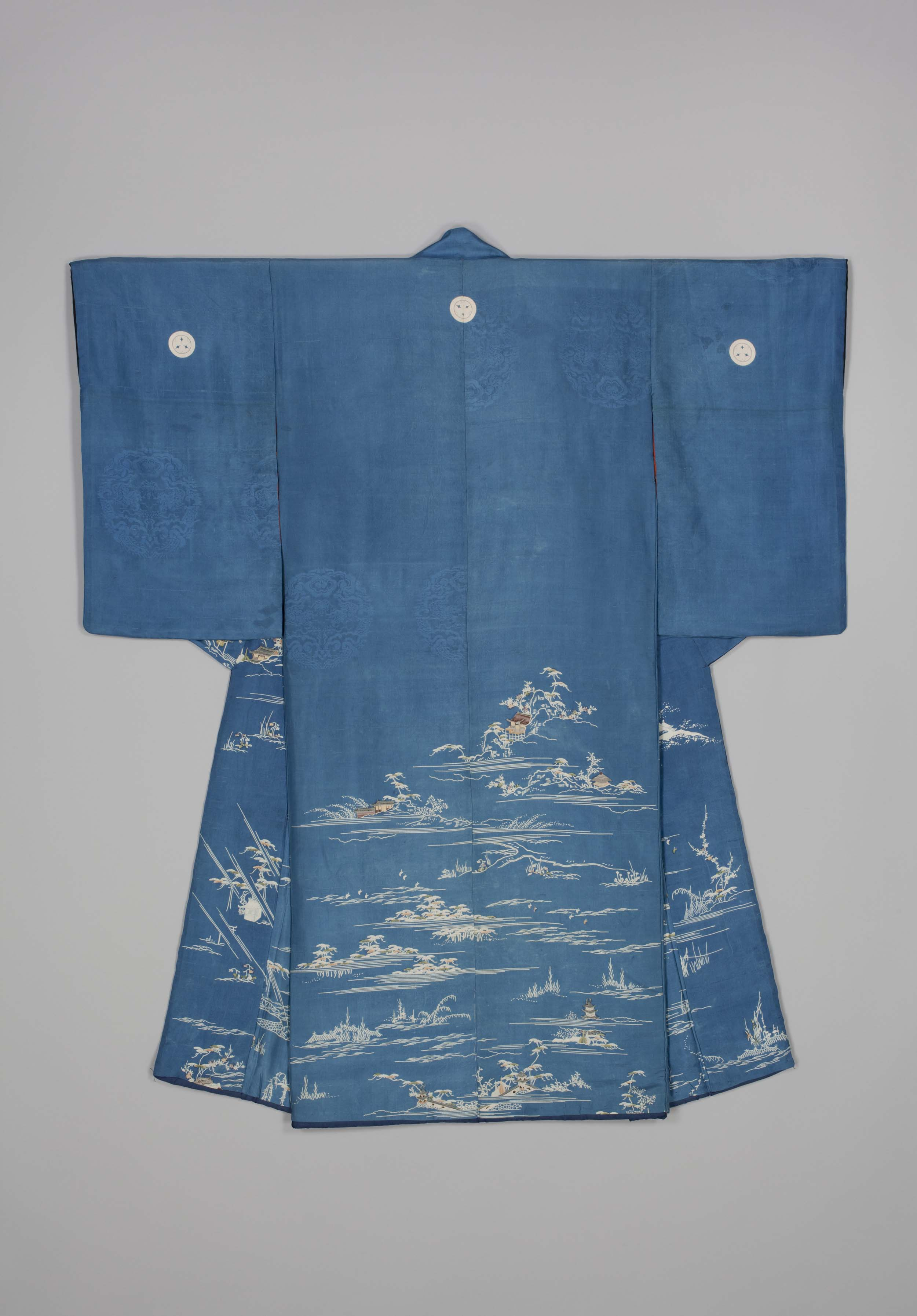
Kosode dành cho phụ nữ, 1780–1820, Khalili Collection of Kimono
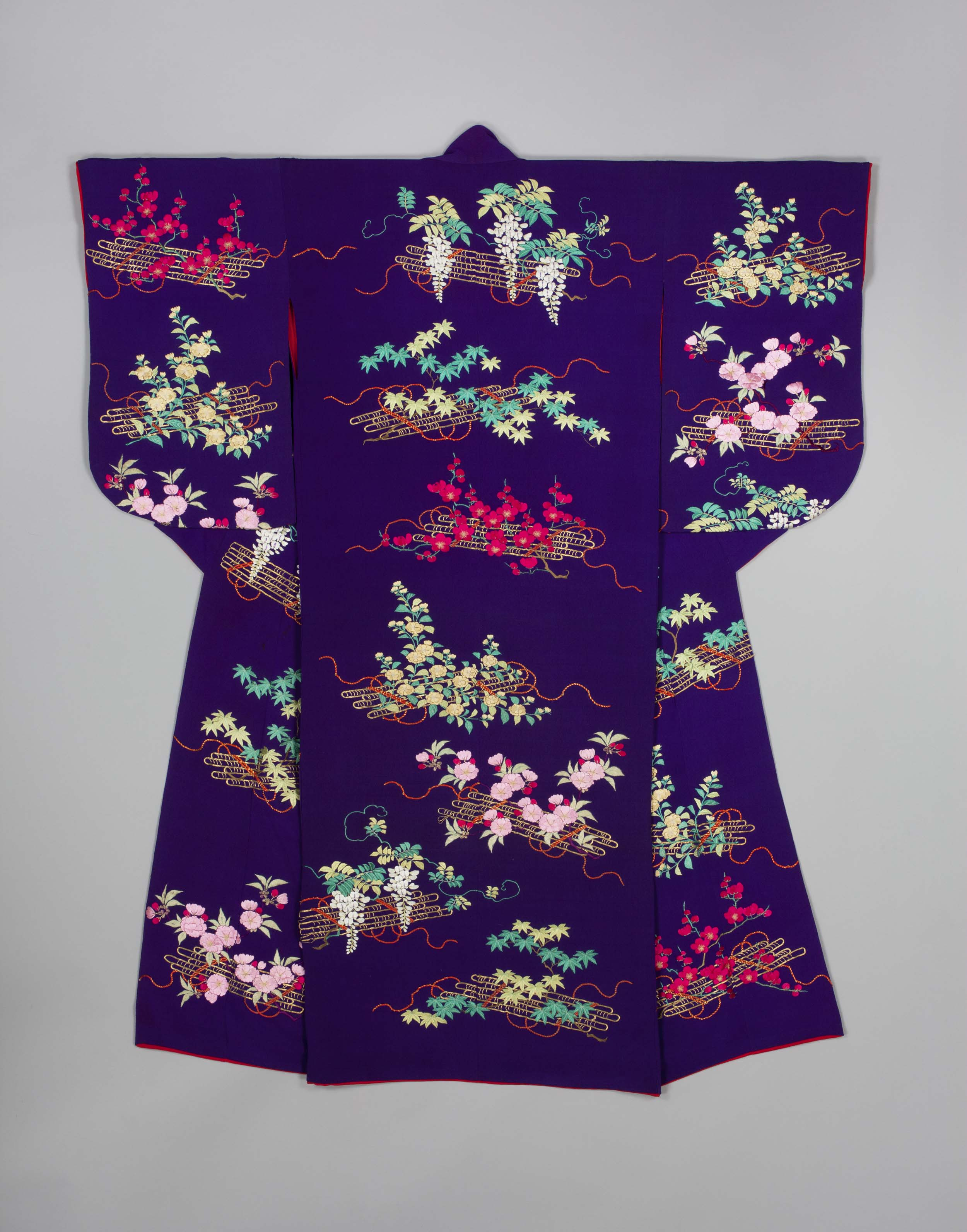
Kosode cho phụ nữ với họa tiết vẽ hình hoa trôi trên bè, vào cuối thế kỷ 19, Khalili Collection of Kimono
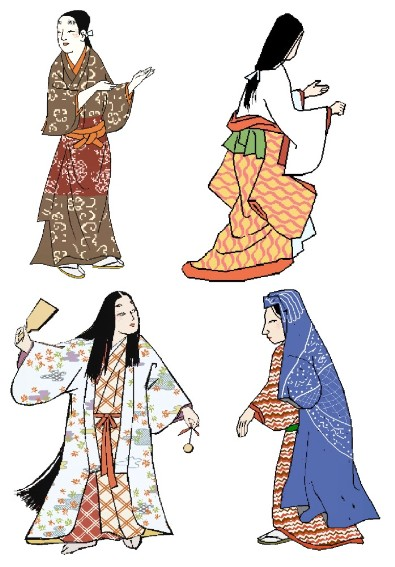
Bức tranh mô tả các kiểu mặc kosode. Phía trên bên trái: mặc phần lớp lót; trên phải: lột phần vai xuống theo kiểu koshimaki ; dưới cùng bên trái: mặc bên ngoài kosode một chiếc áo uchikake ; dưới cùng bên phải: trùm lên tấm vải katsugi .